# Mordellistena incommunis
Mordellistena incommunis är en skalbaggsart som beskrevs av Liljeblad 1921. Mordellistena incommunis ingår i släktet Mordellistena och familjen tornbaggar. Inga underarter finns listade i Catalogue of Life.